# Wolfram Hagspiel
Wolfram Hagspiel (geboren am 14. Mai 1952 in Frankfurt am Main; gestorben am 3. Juni 2021 in Köln) war ein deutscher Kunsthistoriker und Denkmalpfleger.

## Leben
Wolfram Hagspiel studierte Kunstgeschichte, Archäologie, Geschichte und Ägyptologie an der Rheinischen Friedrich-Wilhelms-Universität Bonn und der Universität zu Köln. In Köln wurde er 1981 bei Günther Binding mit einer Dissertation über den Kölner Architekten Wilhelm Riphahn zum Dr. phil. promoviert.
Seit 1975 war er an mehreren Kunst- und Architekturausstellungen in Köln, München und Düsseldorf beteiligt, zuletzt im Jahre 2010 an der Gedenkausstellung Köln und seine jüdischen Architekten im Kölner NS-Dokumentationszentrum. Mit mehr als 150 Fachpublikationen als Autor bzw. Co-Autor zur kölnischen und rheinischen Architekturgeschichte des 19. und 20. Jahrhunderts zählte er zu den profiliertesten Architekturhistorikern der Region.
Von 1977 bis 2012 war Wolfram Hagspiel als wissenschaftlicher Mitarbeiter im Dienst der Stadt Köln, zunächst bis 2011 beim Amt des Stadtkonservators, zuletzt vom 1. Februar 2011 bis zum 31. Mai 2012 beim NS-Dokumentationszentrum.
Hagspiel, der in den Bereichen Architektur und Denkmalpflege über einige Jahre eine Lehrtätigkeit mit Lehrstuhlvertretung an der Fachhochschule Köln ausübte, gehörte zu den Gründungsmitgliedern des Architektur Forum Rheinland e. V.

## Schriften (Auswahl)

### Als Autor
- Der Kölner Architekt Wilhelm Riphahn. Sein Lebenswerk von 1913 bis 1945. Verlag der Buchhandlung Walther König, Köln 1982, ISBN 3-88375-017-4. (zugleich Dissertation, Universität Köln, 1981.)
- Das Kölner Opernhaus 1957–1987. Oper der Stadt Köln, Köln 1987.
- Köln. Marienburg. Bauten und Architekten eines Villenvororts. (= Stadtspuren, Denkmäler in Köln, Band 8.) 2 Bände, J. P. Bachem Verlag, Köln 1996, ISBN 3-7616-1147-1.
- Marienburg. Ein Kölner Villenviertel und seine architektonische Entwicklung. Mit Fotografien von Hans-Georg Esch. J. P. Bachem Verlag, Köln 2007, ISBN 978-3-7616-2012-0.
- Köln und seine jüdischen Architekten. J. P. Bachem Verlag, Köln 2010, ISBN 978-3-7616-2294-0.
- Villen im Kölner Süden. Rodenkirchen, Sürth, Weiss und Hahnwald. (mit Fotografien von Hans-Georg Esch) J. P. Bachem Verlag, Köln 2012, ISBN 978-3-7616-2488-3.
- Köln. In Fotografien aus der Kaiserzeit. Regionalia Verlag, Rheinbach 2016, ISBN 978-3-95540-227-3.
- Lexikon der Kölner Architekten vom Mittelalter bis zum 20. Jahrhundert. (= Veröffentlichungen des Kölnischen Geschichtsvereins, Band 52.) 3 Bände, Böhlau Verlag, Köln 2022, ISBN 978-3-412-52446-3.

### Als Co-Autor
- gemeinsam mit Carl-Wolfgang Schümann: Architektur zwischen den Kriegen. In: Von Dadamax zum Grüngürtel. Köln in den 20er Jahren. Köln 1975.
- gemeinsam mit Erhard Schlieter: Architektur in Köln. Anfänge der Gegenwart. Verkehrsamt der Stadt Köln, Köln 1978.
- gemeinsam mit Hiltrud Kier: Köln. Denkmälerverzeichnis. 12.6 Köln, Stadtbezirke 7 und 8 (Porz und Kalk). Rheinland Verlag, Köln 1980, ISBN 3-7927-0553-2.
- gemeinsam mit Michael Behr, Werner Strodthoff und Herbert Peter Tabeling: Für Köln geplant – nicht gebaut. Am Beispiel Dom Rheinumgebung von 1900 bis 1980. Verlag der Buchhandlung Walther König, Köln 1981, ISBN 3-88375-010-7.
- gemeinsam mit Hiltrud Kier, Ulrich Krings und Johannes Ralf Beines: Köln. Denkmälerverzeichnis. 12.5 Köln, Stadtbezirke 5 und 6 (Nippes und Chorweiler). J. P. Bachem Verlag, Köln 1982, ISBN 3-7616-0644-3.
- gemeinsam mit Hiltrud Kier: Köln. Denkmälerverzeichnis. 12.3 Köln, Stadtbezirke 2 und 3 (Rodenkirchen und Lindenthal). J. P. Bachem Verlag, Köln 1984, ISBN 3-7616-0734-2.
- Das „neue Niederrheinische Dorf“. In: Die Deutsche Werkbund-Ausstellung Cöln 1914. (= Der westdeutsche Impuls 1900–1914. Kunst und Umweltgestaltung im Industriegebiet.) (Ausstellungskatalog) Kölnischer Kunstverein, Köln 1984, S. 184–191.
- gemeinsam mit Hiltrud Kier und Ulrich Krings: Köln. Architektur der 50er Jahre. (= Stadtspuren, Denkmäler in Köln, Band 6.) J. P. Bachem Verlag, Köln 1986, ISBN 3-7616-0858-6.
- gemeinsam mit Ute Fendel: 100 Jahre Bauunternehmung Robert Perthel und die Entwicklung der modernen Architektur in Köln. (= Kleine Schriften zur Kölner Stadtgeschichte, Band 6.) Kölnisches Stadtmuseum, Köln 1987, ISBN 3-88375-010-7.
- Das Baugeschehen 1928 bis 1945. Großbauten und Privathäuser. In: Architekten- und Ingenieurverein Köln / Fachhochschule Köln (Hrsg.): Köln. Seine Bauten 1928–1988. J. P. Bachem Verlag, Köln 1991, ISBN 3-7616-1074-2, S. 69–76.
- Die Kölner Bauten. In: Alfred Ziffer (Hrsg.): Bruno Paul. Deutsche Raumkunst und Architektur zwischen Jugendstil und Moderne. (Ausstellungskatalog) Klinkhardt & Biermann, München 1992, ISBN 3-7814-0325-4, S. 273–282.
- Carl Moritz (1863–1944). Der „Hausarchitekt“ des Barmer Bank-Vereins. In: Johannes Busmann, Joachim Frielingsdorf, Christoph Hergerath (Hrsg.): Kunst und Architektur. Festschrift für Hermann J. Mahlberg zum 60. Geburtstag. Müller + Busmann, Wuppertal 1998, ISBN 3-928766-32-5, S. 58–65.
- gemeinsam mit Reinhold Mißelbeck: Köln-Ansichten. Fotografien von Karl Hugo Schmölz. J. P. Bachem Verlag, Köln 1999, ISBN 3-7616-1403-9.
- gemeinsam mit Reinhold Mißelbeck: Werner Mantz. Vision vom Neuen Köln. Fotografien 1926–1932. J. P. Bachem Verlag, Köln 2000, ISBN 3-7616-1434-9.
- Berliner Glanz in Rheinischen Städten. In: polis, 11. Jahrgang 2000, Heft 1. (zu Bauten des Berliner Architekturbüros Kayser und von Großheim im Rheinland)
- Bauten und Architekten in Braunsfeld von 1900 bis zur Gegenwart. In: Max-Leo Schwering: Köln. Braunsfeld-Melaten. (= Publikationen des Kölnischen Stadtmuseums, Band 6.) Köln 2004, ISBN 3-927396-93-1, S. 271–336.
- Das „St.-Claren-Viertel“. Seine bauliche und städtebauliche Entwicklung bis zur Gegenwart. In: Werner Schäfke (Hrsg.): Am Römerturm. Zwei Jahrtausende eines Kölner Stadtviertels. (= Publikationen des Kölnischen Stadtmuseums, Band 7.) Köln 2006, ISBN 3-927396-99-0, S. 205–252.
- Vom „Klinik-Palast“ zur „Hochhaus-Breitfuß-Anlage“. In: Monika Frank, Friedrich Moll (Hrsg.): Kölner Krankenhaus-Geschichten. Am Anfang war Napoleon. Köln 2006, ISBN 3-940042-00-5, S. 224–275.
- Die Entwicklung der stadtkölnischen Bauämter von 1821 bis 1945 und ihr Beitrag zur Baukultur. In: Architektur Forum Rheinland e. V. (Hrsg.): Kölner Stadtbaumeister und die Entwicklung der städtischen Baubehörden seit 1821. (= Publikationen des Kölnischen Stadtmuseums, Band 9.) Köln 2008, ISBN 978-3-940042-03-3, S. 37–70.
- Spurensuche. Namhafte Architekten und ihre Bauten im Kölner Süden. Dr. Harvey Cotton Merrill und Theodor Merrill. Eine ungewöhnliche Köln-amerikanische Erfolgsgeschichte. In: köln süd stadtMAGAZIN, 23. Jahrgang 2012, Nr. 1, S. 16–20.
- Otto Müller-Jena. Rodenkirchens erster großer Villenplaner. In: köln süd stadtMAGAZIN, 23. Jahrgang 2012, Nr. 2, S. 14–17.

### Als Herausgeber
- Köln. Ein Architekturführer. Reimer, Berlin 1999, ISBN 3-496-01181-5.
- gemeinsam mit Werner Schäfke: Hans Heinz Lüttgen. Köln 2011. (kommentierte und mit einem Werkverzeichnis versehene Publikation eines 1932 für die Reihe Neue Werkkunst konzipierten, aber nie gedruckten Bandes)